# Entre caníbales (telenovela)
Entre caníbales fue una telenovela argentina producida por Telefe y 100 Bares, en coproducción con Monte Carlo Televisión y Fox Life.
Protagonizada por Natalia Oreiro y Benjamín Vicuña, con la participación antagónica de Joaquín Furriel. Su primera emisión fue el día miércoles 20 de mayo de 2015 a las 23:00 h y se emitió de lunes a jueves a las 23:30 h, por el canal Telefé. Está filmada íntegramente con tecnología 4K UHD.

## Sinopsis
La historia se centra en el personaje de Ariana (Natalia Oreiro), una mujer oriunda de la provincia de Neuquén que a los 17 años fue violada brutalmente por cuatro o cinco jóvenes, hijos del poder, y que veinte años después vuelve en busca de venganza. Una de las personas que probablemente participó en la violación, Rafael Valmora (Joaquín Furriel) ahora es un intendente que aspira al cargo de presidente de la Nación.
Por su parte, Agustín Larralde (Benjamín Vicuña) posee un cargo de poca importancia en la intendencia de Valmora, decididamente corrupta, pero el personaje se destaca por su honradez, y comenzará a tener una historia de amor con Ariana.
En la terrible situación luego de la violación, Ariana tuvo un hijo, Diego, que quedó a cargo del cura Martín, y que no tiene relación con ella.

## Personajes

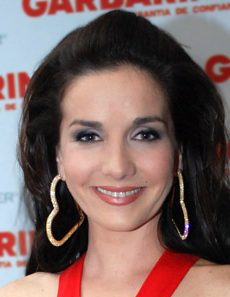
Natalia Oreiro, interpreta a Ariana, la protagonista femenina.

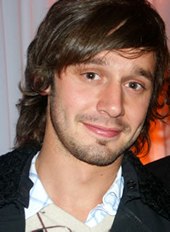
Benjamín Vicuña, interpreta a Agustín, el protagonista masculino.

### Protagonistas
- Natalia Oreiro (1977-) como Ángeles Pellegrini/Ariana Mendoza, la protagonista principal de la tira.
- Benjamín Vicuña (1978-) como Agustín Larralde, el protagonista masculino.
- Joaquín Furriel (1974-) como Rafael Valmora, el perverso político, el villano principal.
- Natalia Lobo (1966-) como Teresa Lemos Arenal, la esposa de Lucio Lemos Arenal.
- Gabriel Gallicchio (1991-) como Diego Pirandello, el protagonista juvenil.
- Mario Alarcón (1945-) como Francisco Lessin, exjuez, y socio de Ariana. Es el autor intelectual de la mayoría de las muertes, planificador, estratega y frío. Ayuda a Ariana como su contraparte y le enseña a pensar cada paso, también se encariña con ella.
- Gerardo Chendo (1970-) como Julio Julito Castro, uno de los 4 atacantes, es asesinado por Agustín.
- Eduardo Blanco (1958-) como Eugenio Simonián.
- Danny Pardo (1971-) como el padre Martín Pirandelo. Es el cura párroco de la parroquia de la Villa Santa Marta, lugar en que Ariana se refugió después de ser violada. Mantiene una relación especial con la Iglesia, puesto que si bien cree en Dios no siente lo mismo por los sacramentos, el devenir de su vida lo convirtió en padre de Diego, a quien crio con respeto hacia valores como la verdad, la valentía y la solidaridad. Él respetó los deseos de Ariana y la mantuvo ajena al crecimiento de su hijo, pero fue cuando Diego sufrió un atentado producido por Patita Martínez que decidió contactarse nuevamente con ella sin saber que sus palabras desencadenarían su sed de venganza.
- Santiago Ramundo (1984-) como Matías Lemos Arenal: hijo único y se encontrará transitando un difícil momento ya que poco a poco se distanciará de Lucía. Se siente agobiado por la presión que ejerce su padre, él quiere que su padre Lucio esté orgulloso de él.

### Participaciones especiales
- Giselle Motta como Lucía Simonián, hija de Eugenio.
- Verónica Pelaccini como Susana Valmora.
- Marcelo Melingo como Lucio Lemos Arenal (†). Es la cuarta víctima de Francisco y la segunda de Ariana. Es un poderoso empresario amigo y testaferro de Valmora. Lucio es también quien se encarga de recaudar el dinero para la campaña, para ello utiliza todo tipo de estrategias. Lucio Lemos Arenal fue uno de los agresores de Ariana y su amiga.
- Lucía Rivera Bonet como Daniela González (†): Era la mejor amiga de Ariana, estuvo con ella la noche de la violación, luego de la misma quedó inconsciente a orillas del río y cuando la marea subió se ahogó y murió.
- Alberto Ajaka (1973-) como Ariel Patita Martínez (†): él es el chofer y custodia de Rafael Valmora. Ariel Martínez recibió el apodo de Patita por su forma de conducir. Años atrás fue el encargado de separar a dos mujeres para que un grupo de amigos poderoso las violara, una de ellas fue Ariana y otra una amiga que resultó muerta durante el ataque, Patita contó con el apoyo de Jorge Valmora quien se hizo cargo de él y lo inscribió en el mismo colegio que sus hijos, fue allí donde conoció a Rafael Valmora. Es la primera víctima de Ariana.
- Julián Rubino como Ramiro Casas: el mejor amigo de Diego, esta en pareja con Sabrina desde hace un par de años, los tres publican una revista barrial Voz También en la cual exponen los casos de corrupción de Ingeniero Márquez. También tiene una relación muy estrecha con el padre Martín, ambos se encargan de proteger a Diego.
- Candela Redin como Sabrina: es la mejor amiga de Lucía con quien mantiene una estrecha relación a pesar de pertenecer a clases sociales distintas. Ella está estudiando para convertirse en asistente social y es novia de Ramiro.
- Liliana Cuomo (1955-2021) como Diana Pelusa Fresca: hace 25 años que trabaja dentro de la intendencia, es eficiente y conoce a cada uno de los empleados. Pelusa tiene una relación muy estrecha con Valmora, a quien obedece a pesar de saber qué es mejor para él, también será otro punto de información para Ariana, puesto que ya trabajaba en la intendencia cuando Ariana fue ultrajada por los hijos del poder.
- Emyliano Santa Cruz (1975-) como Chiquito, chofer e improvisado guardaespaldas de Rafael Valmora. Se enamora de la secretaria Pelusa. Su personaje tuvo tanto éxito en las redes sociales, que Campanella tuvo que darle más espacio.[3]
- Guillermo Arengo (1965-) como Miguel El Perro Ovejero (†): es el brazo armado de la intendencia, se encarga de los negocios turbios con los punteros, la prostitución, el narcotráfico y todas las actividades ilícitas del municipio. A pedido de Rafael Valmora deberá investigar la muerte de Patita Martínez, ello pondrá en riesgo el plan de Ariana, el anonimato de Lessin e incluso su propia existencia. Es la segunda víctima de Ariana.
- Rubén Stella (1951-) como Ulises Papandreu: es el gobernador de la provincia de Buenos Aires y tío de Valmora. Es, además, su principal rival político.
- Boris Quercia (1967-) como Samuel Ámerman: nuevo asesor de campaña de Rafael Valmora, quien aconsejará al precandidato a presidente de la Nación técnicas de marketing para mejorar su imagen, pulir su estética y lograr así una mejor impresión entre sus posibles votantes.
- Carla Pantanali (1978-) como La Concejal Laura Galeno: Representante de la oposición. Honesta y ambiciosa, sacará a la luz entramados políticos que ensombrecerán la imagen de Valmora y pondrán en jaque su credibilidad. Enamorada de El pibe Larralde tienen una relación política y afectiva pero que no prosperará tras la aparición de Ariana.
- Salo Pasik (1945-2017) como El Pampeano: es un exintegrante de los servicios de inteligencia y amigo íntimo de Francisco Lessin, a quien ayuda a resolver los casos que deben afrontar. Expeditivo y camaleónico, tiene habilidad para infiltrarse y simular otras identidades.
- Fabián Gianola (1963-) como Lorenzo Buconi: Buconi es un hombre completamente serio, con un problema físico que le impide moverse con facilidad y reírse, le causa dolor. Tiene cierta soberbia y prepotencia, pero a la vez es coherente y pragmático. Es un súbdito de la presidencia pero no le es completamente leal. En cambio, sí es totalmente fiel a su partido. Colaborará en el equipo de Valmora como armador de su campaña en la competencia con Papandreu, el otro candidato del oficialismo, con quien tiene un problema personal.
- Roberto Antier (1963-) como Haroldo Batista: periodista de gran prestigio que conduce un programa de investigación que desenmascara la corrupción de Valmora.
- Chucho Fernández (1962-) como Chicharra: Puntero político de Ing. Márquez, y hombre de confianza de Julio Castro hasta su muerte. Antes trabajo para el "Perro Ovejero ", y luego de fallecido Castro, estuvo a las órdenes de "El Pibe Larralde ". Fue traicionado y muerto por este último, ya que estaba acorralado por la Policía, que tenía capturada a su mujer " Gladys".
- Jorge R. Prado (1952-) como El Manco: Otro de los Punteros Políticos de Ing. Márquez, que reporta del mismo modo que Chicharra, con Julio Castro. En complicidad permanente con el primero, luego de la muerte de Castro, buscan juntos, seguir trabajando para la Intendencia de la mano de Agustín Larralde.

### Audiencia
Debido a su bajo índice de audiencia (que ya no superaba los 10 puntos), el miércoles 17 de junio de 2015 la telenovela fue trasladada a las 23:30 h o al término de su programa anterior. Por esto Telefe decidió reducir la tira de 120 capítulos a 60.

### Muertes
| Personaje               | Autor intelectual                                                                   | Asesino                                                                             | Capítulo | Hecho |
| ----------------------- | ----------------------------------------------------------------------------------- | ----------------------------------------------------------------------------------- | -------- | --- |
| Daniela González        | Lucio Lemos Arenal, Julio Castro, Ariel Martínez y (eventualmente) Agustín Larralde | Lucio Lemos Arenal, Julio Castro, Ariel Martínez y (eventualmente) Agustín Larralde | 0        | Muere en 1994, 20 años antes de los acontecimientos de la telenovela; queda inconsciente a causa de la violación y, al subir el río, muere ahogada. |
| Ariel Patita Martínez   | Ariana Mendoza y Francisco Lessin                                                   | Francisco Lessin                                                                    | 1        | Es la primera víctima de Ariana y Francisco, ella lo seduce en la fiesta y van al mismo lugar donde ocurrió el hecho, le intenta sacar información ya que es el único que reconoció. Patita se pone muy nervioso ante el relato de Ariana, le termina confesando que Rafael estaba con él esa noche, la empieza a amenazar diciéndole que va a quedar como su amiga, e intenta atacarla debido a eso es asesinado por Francisco con varios tiros en el pecho. |
| Miguel El Perro Ovejero | Francisco Lessin                                                                    | Francisco Lessin                                                                    | 12       | Es la segunda víctima de Francisco. Ariana pone una nota con la caligrafía de Patita, inculpando al Perro, entonces en la marcha en favor de la liberación del padre Martín, se producen disturbios y mucha gente entra a la comisaría. Francisco entra en una sala, coloca kerosene y prende fuego la comisaría, el padre Martín sale del calabozo, con ayuda de Ariana pero El Perro mete a Ariana al calabozo, entonces con ayuda de Francisco ella logra salir. Francisco engaña al Perro y logra encerrarlo en una celda, debido a esto El Perro muere asfixiado. |
| Norberto Allende        | Lucio Lemos Arenal y Julio Castro                                                   | Esteban Vásquez                                                                     | 16       | Es uno de los dos serenos de la obra de entubado del arroyo Sarandí. Muere cuando varios artefactos explosivos detonan en la obra. Esas bombas fueron puestas allí por encargo de Lemos Arenal y Castro para justificar porqué se tenía que parar la obra. |
| Pablo                   | Lucio Lemos Arenal (indirectamente).                                                | Pablo (suicidio).                                                                   | 22       | Es el otro sereno que está arrepentido por haberse dejado sobornar para dejar la obra y que por causa de ello muere Norberto al remplazarlo. La vergüenza frente a su familia y la viuda de Norberto lo llevan al suicidio. Antes de suicidarse llama por teléfono a Lucio Lemos Arenal. |
| Alfredo Apenbaum        | Francisco Lessin                                                                    | Francisco Lessin                                                                    | 30       | Es el contador de Lucio y es asesinado por Francisco (sin la complicidad ni el consentimiento de Ariana) para inculpar a Lucio Lemos Arenal. |
| Lucio Lemos Arenal      | Ariana Mendoza y Francisco Lessin                                                   | Lucio Lemos Arenal (suicidio).                                                      | 32       | Es la cuarta víctima de Ariana y Francisco (la segunda de Ariana). Estrella su avión viendo que su vida y todo lo que él conoce fue destruido por la venganza de Ariana y que lo último que le quedaba, su honor y su nombre sería destruido por Ariana al denunciar las violaciones y la muerte de Daniela. |
| Marcos Pugliese         | Olivera, el sobrino de Pugliese y referente del gobernador Papandreu                | Asesino a las órdenes de Olivera                                                    | 36       | Es asesinado por su sobrino Olivera, referente del gobernador Papandreu, para tomar el control sobre las barras y tráfico de drogas en Ingeniero Márquez |
| Mónica Denise Medina    | Julio Castro                                                                        | Julio Castro                                                                        | 39       | Es asesinada luego de una discusión, ya que Castro sospecha que lo engaña. |
| Julio Castro            | Agustín Larralde                                                                    | Agustín Larralde                                                                    | 44       | Agustín lo mata para defender a Ariana/Ángeles y para que ella no se entere de que Agustín había participado en la violación. |
| Chicharra               | Agustín Larralde                                                                    | Agustín Larralde                                                                    | 59       | Agustín lo mata porque deja de trabajar para él y porque iba a revelar que él le había puesto la droga a Diego. |
| Francisco Lessin        | Francisco Lessin                                                                    | Agustín Larralde                                                                    | 60       | Francisco lo incitó a matarlo para que esto quede registrado por cámaras de video y Agustín vaya preso. |

## Ficha técnica
- Una Producción de: Telefe – 100 Bares
- Jefe de Ficciones:  Diego Rojas (Cap. 18-60)
- Autores: Gustavo Belatti – Emanuel Diez – Juan Pablo Domenech (Cap. 52, 55, 58) – Juan José Campanella
- Coordinación Autoral: Juan Pablo Domenech (Cap. 37, 40-51)
- Colaboración Autoral: Mateo Chiarino (Cap. 05, 13) – Pablo Costa (Cap. 07) – Angie Menéndez (Cap. 08, 15) – Patricia Leonardi (Cap. 09) – Ignacio Gaggero (Cap. 13) – Micaela Libson (Cap. 14) – Ernesto Tenembaum (Cap. 14-16) – Melania Strucchi (Cap. 16)
- Equipo Autoral: Ernesto Tenembaum (Cap. 17-32, 34-60) – Germán Val (Cap. 17, 23, 25, 30, 34, 39, 46) – Angie Menéndez (Cap. 19, 24, 27-28, 31-32, 35, 39-40, 42-43, 48, 51) – Ignacio Gaggero (Cap. 20, 22, 29-30, 34, 36, 38, 42, 45, 50, 53) – Melania Strucchi (Cap. 21, 26, 31, 37, 44, 48) – Marina Filoc (Cap. 36) – Juan Pablo Domenech (Cap. 39, 43-44, 47) – Alberto Rojas Apel (Cap. 40, 44, 46, 49, 54)
- Con la Música de: Gustavo Cerati – Soda Stereo
- Adaptación Musical: Tomás Mayer Wolf – Nicolás Del Castillo
- Iluminación: Armando Catube – Fernando Romero – Diego Salinas
- Corrección de color: Fernando Gabriel Rivas (AAC)
- Sonido: Carlos Serrano – Roberto Gregorio – Luis Rojo
- Escenografía: Martín Seijas – Sergio Carnevale
- Ambientación: Mercedes Gumbold – Roberto Ambrosini
- Asesoría de Vestuario: Amelia Coral – Vanda Varela
- Casting: Verónica Bruno – Martín Bustos
- Asistentes de Dirección: Damián González – Ricardo Calapeña – Gonzalo Díaz Servidio
- Coordinación de Producción: Eugenia Roulet
- Coordinación de Post-Producción: Paulo Mongielo
- Productores Técnicos: Leonardo Fagiani – Alejandro Rojas
- Productores: Camilo Antolini – Muriel Cabeza – Martino Zaidelis
- Productor Ejecutivo: César Markus
- Dirección: Juan José Campanella (Cap. 01-02) – Miguel Colom (Cap. 03-60) – Pablo Vásquez (Cap. 03-60)  – Diego Sánchez (Cap. 03-60)
- Producción General:  Juan José Campanella

## Premios y nominaciones
| Premio                | Ceremonia               | Categoría                                   | Nominados | Resultado | Ref.  |
| --------------------- | ----------------------- | ------------------------------------------- | --- | --------- | ----- |
| Premios Tato          | 2 de diciembre de 2015  | Mejor ficción diaria                        | Entre caníbales | Nominado  | [ 5 ] |
| Premios Tato          | 2 de diciembre de 2015  | Mejor actor protagónico                     | Joaquín Furriel | Nominado  | [ 5 ] |
| Premios Tato          | 2 de diciembre de 2015  | Mejor dirección en ficción                  | Juan José Campanella Miguel Colom Diego Sánchez Pablo Vásquez                                                                             | Nominado  | [ 5 ] |
| Premios Tato          | 2 de diciembre de 2015  | Mejor guion en ficción                      | Gustavo Belatti Juan José Campanella Emanuel Diez Juan Pablo Domenech Ignacio Gaggero Angie Menéndez Alberto Rojas Apel Ernesto Tenenbaum | Nominado  | [ 5 ] |
| Premios Tato          | 2 de diciembre de 2015  | Mejor arte en ficción                       | Roberto Ambrosini Sergio Carnevale Mercedes Gumbold                                                                                       | Nominado  | [ 5 ] |
| Premios Tato          | 2 de diciembre de 2015  | Mejor vestuario en ficción                  | Amelie Coral Vanda Varela | Nominado  | [ 5 ] |
| Premios Tato          | 2 de diciembre de 2015  | Mejor dirección en fotografía en ficción    | Armando Catube Diego Salinas Fernanda Romero                                                                                              | Nominado  | [ 5 ] |
| Premios Tato          | 2 de diciembre de 2015  | Mejor edición en ficción                    | Pablo Mongiello | Nominado  | [ 5 ] |
| Premios Tato          | 2 de diciembre de 2015  | Mejor cortina musical                       | Entre caníbales | Ganador   | [ 5 ] |
| Premios Notirey       | 6 de septiembre de 2015 | Ficción diaria                              | Entre caníbales | Nominado  | [ 6 ] |
| Premios Notirey       | 6 de septiembre de 2015 | Actriz protagonista en Ficción Diaria       | Natalia Oreiro | Nominada  | [ 6 ] |
| Premios Notirey       | 6 de septiembre de 2015 | Actor protagonista en ficción diaria        | Benjamín Vicuña | Nominado  | [ 6 ] |
| Premios Notirey       | 6 de septiembre de 2015 | Actor protagonista en ficción diaria        | Joaquín Furriel | Nominado  | [ 6 ] |
| Premios Martín Fierro | 15 de mayo de 2016      | Mejor Ficción Diaria                        | Entre caníbales | Nominado  | [ 7 ] |
| Premios Martín Fierro | 15 de mayo de 2016      | Mejor Actor protagonista de ficción diaria  | Benjamín Vicuña | Nominado  | [ 7 ] |
| Premios Martín Fierro | 15 de mayo de 2016      | Mejor Actor protagonista de ficción diaria  | Joaquín Furriel | Ganador   | [ 7 ] |
| Premios Martín Fierro | 15 de mayo de 2016      | Mejor Actriz protagonista de ficción diaria | Natalia Oreiro | Ganadora  | [ 7 ] |
| Premios Martín Fierro | 15 de mayo de 2016      | Mejor Actor de reparto                      | Mario Alarcón | Nominado  | [ 7 ] |
| Premios Martín Fierro | 15 de mayo de 2016      | Mejor Actriz de reparto                     | Natalia Lobo | Nominado  | [ 7 ] |
| Premios Fund TV       | 4 de julio de 2016      | Ficción Diaria                              | Entre caníbales | Ganador   |       |

## Crítica y recepción
Aclamada por la crítica especializada, los periodistas destacaron la historia y las buenas actuaciones de sus protagonistas. Además del despliegue de la producción, casi cinematográfico. En su primer episodio, alcanzó un ráting de 14.4 puntos. Quedó segundo en su franja y fue lo tercero más visto del día.

Entre caníbales llegó a Telefé con tres protagonistas y una historia: uno bueno, uno malo, una víctima y un relato lineal, arriesgado y dispuesto a cambiar la imagen de ficción tan menospreciada en nuestras pantallas. El tratamiento visual, la calidad de imagen y el ambicioso relato con diálogos cortos que lo dicen todo, fue lo que dejó la primera entrega de Juan José Campanella para nuestra televisión. Una puesta cinematográfica de principio a fin, de diálogos cortos y escenas oscuras donde la luz se hizo presente junto a dos amenazas de muerte para mostrar y dejar en evidencia lo tenebroso que se esconde detrás del núcleo político que lleva a la cabeza a Joaquín Furriel. Donde los protagonistas se encuentran en escena a los diez minutos de la presentación y lo dicen todo, sin decir nada.
Natalia Oreiro tomó posesión del primer plano y su imagen expresó el deseo de venganza: «Justicia», fue su primera palabra, única suficiente para que la imagen se traslade al lanzamiento de campaña de Joaquín Furriel junto a la palabra «Gracias», «Hoy empieza el cambio». Atrás quedó el amor, de la mano de Benjamín Vicuña entregando un claro manto de piedad en la crueldad que, en tan solo veinte minutos, supo mostrar la historia: «Podemos pasar dos horas hermosas, pero lo que yo busco es para toda la vida», y logró la primera sonrisa de la protagonista. Pero el primer punto de giro fue a punta de pistola. El mensaje de justicia que marcó Natalia Oreiro en el inicio cobró vida y se llevó la primera vida dejando en claro que está dispuesta a todo por enfrentarse a su pasado para vengarse y sobrevivir.
Una construcción escénica impecable, una clase magistral de 60 minutos de cómo contar una historia que promete todo utilizando la calidad como recurso. Una demostración perfecta de que lo que no se vio está por verse y la encargada de mostrarlo es ahora Entre caníbales.
Gimena Lepere

Tiene el dolor clavado en la mirada. No murió, pero siente que tampoco vive. Desde hace 20 años, Ariana (Natalia Oreiro) es un alma en pena, una mujer sepultada por la tristeza, que solo se anima con la oportunidad de la venganza. Ya desde los primeros minutos, dejó en claro qué niveles transitará. Altos niveles. Los suficientes, como para que el personaje principal se las ingenie para hablar más por los ojos que por la boca. Hay una mirada, constante, profunda, herida, que lo dice todo. Y un director que sabe sacar lo mejor de los actores. Y un libro ―de Campanella, Gustavo Bellatti y Emanuel Diez― que no permite distracciones. Tiene diálogos con mucha entrelínea, con invitación a la reflexión. Ojalá no se transforme en uno de esos ciclos que mientras salen al aire se convierten en tema de Twitter. No porque no lo amerite, pero después.
Con un primer capítulo que tiene el sello indiscutible de Campanella, Entre caníbales se metió en la pantalla más como quien sigue que como quien recién empieza: no tuvo la estructura narrativa explicativa de todo primer programa, con limitante orden cronológico. La propuesta pasó por ir develando el origen de la trama con suma atención. Hay suspenso, hay drama, hay una realista pintura política, hay un Furriel afilado, que no dudó en entregarle más de 10 kilos a su intendente en beneficio del relato, hay un Vicuña notable, una Oreiro comprometida con un tema que duele. Y hay un director que, después de Vientos de agua y de El hombre de tu vida, volvió para revalidar que sabe de ojos y secretos. Y sabe de televisión.
Silvina Lamazares

El índice de audiencia de la tira no llenó las expectativas de Telefe ya que solo medía de 6 a 8 puntos provocando un cambio en el horario (de 23:00hs a 23:30hs).